# Caecomyces
Caecomyces är ett släkte av svampar. Caecomyces ingår i familjen Neocallimastigaceae, ordningen Neocallimastigales, klassen Neocallimastigomycetes, divisionen Neocallimastigomycota och riket svampar.
|            | Orpinomyces                                                             |
|            |                                                                         |
|            | Cyllamyces                                                              |
|            |                                                                         |
|            | Piromyces                                                               |
|            |                                                                         |
|            | Anaeromyces                                                             |
|            |                                                                         |
|            | Neocallimastix                                                          |
|            |                                                                         |
| Caecomyces | \| \| Caecomyces communis \| \| \| \| \| \| Caecomyces equi \| \| \| \| |
|            | \| \| Caecomyces communis \| \| \| \| \| \| Caecomyces equi \| \| \| \| |
|            | Caecomyces communis                                                     |
|            |                                                                         |
|            | Caecomyces equi                                                         |
|            |                                                                         |

|  | Caecomyces communis |
|  |                     |
|  | Caecomyces equi     |
|  |                     |